# Léo Thiers-Vidal
Léo Thiers-Vidal, né le 15 décembre 1970 à Tielt en Belgique et mort le 12 novembre 2007 à Lyon, est un chercheur sociologue à l'École normale supérieure de Lyon spécialisé dans l'étude des masculinités, militant libertaire engagé dans la cause féministe. Il est l'auteur d'une thèse soutenue en 2007 portant sur la conscience masculine de domination, intitulée De l'Ennemi Principal aux principaux ennemis : Position vécue, subjectivité et conscience masculine.

## Biographie

### Enfance et formation
Léo Thiers-Vidal est né le 15 décembre 1970 en Flandre Occidentale. Il réalise des études de philosophie à Gand. En 2001, il soutient son DEA d'études de genre à l'Université de Lausanne et à l'Université de Genève. C'est au cours de son DEA, qu'il dit prendre « conscience de sa position sociopolitique, spécifique et structurelle d’homme hétérosexuel et de ses implications psychologiques, épistémologiques, sociologiques incontournables ». C'est grâce aux outils que lui fournit le féminisme matérialiste qu'il réalise à quel point son « éducation participative à la domination masculine (lui) permet d’avoir une perception et action misogynes, des outils de dominant, et une place matérielle privilégiée ». C'est cette description de la position sociale oppressive et de la conscience de la domination qu'il commence à entreprendre dans son mémoire de DEA et dont il fait le sujet d'un article pour la revue Nouvelles Questions Féministes.

### Carrière universitaire
Il prépare une thèse de sociologie sous la direction de Christine Delphy De l'Ennemi Principal aux principaux ennemis : Position vécue, subjectivité et conscience masculines de domination. En octobre 2007, il soutient sa thèse à l'École normale supérieure de Lyon et obtient la mention très honorable. Sa thèse porte sur l'étude des hommes non en tant qu'êtres humains mais en tant qu'individus ayant un genre. Léo Thiers-Vidal explore la conscience masculine de domination en utilisant comme cadre théorique le féminisme matérialiste. Il cherche à mesurer le degré de participation active des hommes dans l'oppression des femmes et à démontrer le caractère d'agent politique des hommes et leur conscience de domination.

### Son engagement associatif et universitaire
Il commence à s'investir dans le milieu féministe au cours des années 1990 et s'intéresse notamment à la violence paternelle. En 1999, il fonde l'association Mères en Lutte, dans l'objectif d'aider des mères tentant de secourir leurs enfants ayant été victimes d'agressions sexuelles dans un contexte de séparation.
En 2002, il publie un article De la masculinité à l'anti-masculinisme : penser les rapports sociaux de sexe à partir d'une position sociale oppressive dans la revue Nouvelles Questions féministes. Il aborde notamment la manière dont les chercheurs hommes qui sont engagés dans la lutte contre l'oppression des femmes peuvent optimiser leur efficacité politique et scientifique dans l'analyse des rapports sociaux de sexe. Il publie la même année l'article Pour un regard féministe matérialiste sur le queer avec Sabine Masson dans la revue Mouvements. Ils critiquent le fait que la théorie queer déconnecte le genre et le sexe alors même que le genre est considéré comme un système politique d'organisation des humains en oppresseurs et opprimés. Ils affirment que la théorie queer sur-visibilise la dimension sexuelle au détriment d'autres dimensions : la division genrée du travail, l'exploitation domestique...
Il entame avec Xavier Dunezat une réflexion sur les façons dont les hommes proféministes peuvent déconstruire leur position de domination.
En 2007, il traduit et préface l'article Le syndrome d'aliénation parentale de Paula Joan Caplan dans la Revue des politiques sociales et familiales qui met en exergue le caractère problématique de la catégorie du SAP, Syndrome d'aliénation parentale en tant que maladie mentale. Il propose une introduction à la lecture critique de ce syndrome ainsi que des idées et les positions idéologiques de son principal concepteur, Richard A. Gardner.
Il participe également en 2007 à une étude sur l’accès à la vie de couple des personnes vivant avec un problème de santé durable et handicapant, publié dans la Revue française des Affaires sociales.
Il se suicide à Lyon dans la nuit du 12 novembre 2007.

## Théorie

### Thèse principale
Léo Thiers-Vidal s'inscrit dans le courant d'étude des masculinités. S'appuyant sur le féminisme matérialiste, Léo Thiers-Vidal cherche à démontrer qu'il y a bien une conscience masculine de la domination. Léo Thiers-Vidal étudie la rôle de la socialisation masculine dans la domination masculine.

### Point de vue sur le masculinisme
Selon Francis Dupuis-Déri, Léo Thiers-Vidal a proposé une définition du masculinisme proche de l'acception du terme anglais. Léo Thiers-Vidal définit le masculinisme en tant qu'il produit ou reproduit les pratiques d'oppression envers les femmes à partir de la masculinité, la position vécue de la domination selon l'axe du genre. Le masculinisme apparaît donc comme une attitude de défense ou d’extension des privilèges du groupe des hommes. Léo Thiers-Vidal cherche à adopter une position antimasculiniste dans une perspective d'analyse critique du masculinisme.

## Réception

### Contribution aux études de la masculinité
Selon Valeria Ribeiro Corossacz, Léo Thiers-Vidal a mis en lumière une tendance des études de la masculinité qui tendent à éviter de traiter des relations entre les deux sexes et qui se concentrent uniquement sur les hommes et leurs expériences du monde sans référence aux femmes.

### Contribution à la définition du rôle des hommes pro-féministes dans les mouvements féministes
Selon Jean-Yves Le Talec, sociologue spécialiste des identités sexuées, le travail de Léo Thiers-Vidal permet de mieux cerner la place des chercheurs hommes engagés aux côtés des femmes, et la manière dont ils peuvent adhérer au féminisme et participer à son progrès. Jean-Yves Le Talec souligne ainsi la nécessaire vigilance que doivent avoir ces hommes par rapport à leurs propres subjectivité et actions oppressives envers ces femmes.
Dans la lignée des analyses de Léo Thiers-Vidal qui souligne que les hommes pro-féministes doivent se positionner en tant qu'alliés, Francis Dupuis-Déri souligne cette difficile place qu'ont les hommes dans les mouvements féministes car ils n'ont pas le même intérêt à lutter pour l'émancipation des femmes. Ainsi, Francis Dupuis-Déri affirme avec Léo Thiers-Vidal que les hommes pro-féministes doivent laisser le plus possible la direction des mouvements féministes aux femmes et se limiter à un rôle d'auxiliaire lorsque des féministes leur demandent de s'engager à leur côté.

### Réception et critiques
Daniel Welzer-Lang, sociologue de l'identité masculine, a souligné la problématique pratique conséquente aux positions de Léo Thiers-Vidal. En effet, si Léo-Thiers-Vidal affirme qu'un travail auprès des hommes dans une optique de remise en cause de la masculinité engendre nécessairement une relation de collaboration-empathie avec ceux-ci qui sont en position d'oppresseurs, Daniel Welzer-Lang souligne la nécessité d'intervenir notamment auprès d'hommes violents dans une perspective critique de la domination masculine.
L'œuvre de Léo Thiers-Vidal continue d'être citée et analysée après sa mort, notamment pour la comparer à d'autres écrits émanants d'hommes proféministes, comme Alban Jacquemart.

## Œuvres
- Rupture anarchiste et trahison pro-féministe, 2013, (ISBN 9782954323701).
- De "L'Ennemi Principal" aux principaux ennemis : position vécue, subjectivité et conscience masculines de domination, 2007 (thèse), (ISBN 9782296130432).
- De la masculinité à l’anti-masculinisme : penser les rapports sociaux de sexe à partir d’une position sociale oppressive, dans Nouvelles Questions Féministes, vol. 21, no. 3, 2002, pp. 71-83.
- Maks Banens Maks, Anne Marcellini, Nathalie Le Roux, Laurent Sébastien Fournier, Rommel Mendès-Leite, Leo Thiers-Vidal, L.et al., L'accès à la vie de couple des personnes vivant avec un problème de santé durable et handicapant : une analyse démographique et sociologique », Revue française des affaires sociales, 2007,p. 57-82[19].
- Culpabilité personnelle et responsabilité collective : Le meurtre de Marie Trintignant par Bertrand Cantat comme aboutissement d’un processus collectif, 2004, présentation lors du Colloque Marx IV, dans l’atelier de la revue Nouvelles Questions Féministes[20].
- Des mères se battent contre la ‹ Justice › pour protéger leurs enfants, 2000, édité par l’association Mères en lutte[21].
- Humanisme, pédocriminalité et résistance masculiniste, Sisyphe, 2004[22].
- Ça se passe près de chez vous : des filles incestueuses aux mères aliénantes, Sisyphe, 2006[23].
- Hélène Palma et Leo Thier Vidal, Violences intra-familiales sur enfants : le rapporteur de l’ONU en France,Sisyphe, 2005[24].
- Sabine Masson et Leo Thiers Vidal, Pour un regard féministe matérialiste sur le queer. Échanges entre une féministe radicale et un homme anti-masculiniste, 2002, Mouvements, 20, 44-49.
- Le masculinisme de ‹ La domination masculine › de Bourdieu », séminaire de sciences sociales, ENS, 2004[25].
- De l’indignation sélective des mecs anars… en général », 1998[26].